# Parafia św. Hermana z Alaski w Larsen Bay
Parafia św. Hermana z Alaski w Larsen Bay – jedna z siedmiu parafii tworzących dekanat Kodiak diecezji Alaski Kościoła Prawosławnego w Ameryce. Działa od 1986.